# サウダ山
サウダ山 (アラビア語: ٱلسُّوْدَة、英: Jabal Soudah) は、サウジアラビアのサウダ山脈にある山。標高3133mでサウジアラビアの最高峰であるといわれるが、標高の数値にはばらつきがありSRTMによるともっと高い地点が見つかっている。
2023年9月25日、ムハンマド・ビン・サルマーン皇太子はサウジビジョン2030の一環としてサウダ・ピークス・プロジェクトを発表し、観光やホスピタリティ、エンターテインメントなどで産業の多角化を図る。2033年までに年間200万人以上の訪問者、290億沙リヤル (日本円で約1154億円。1リヤル39.8円換算) 、数千人の雇用を見込んでいる。